# Гуарески, Джованнино
Джованни́но Оливье́ро Джузе́ппе Гуаре́ски (итал. Giovannino Oliviero Giuseppe Guareschi; 1 мая 1908[…], Роккабьянка, Эмилия-Романья — 22 июля 1968[…], Червиа, Эмилия-Романья) — итальянский писатель, журналист, карикатурист и юморист. Один из самых «продаваемых» в мире итальянских писателей. Тираж его произведений превышает 20 млн экземпляров.
Джованнино Гуарески стал известен благодаря персонажу своих произведений — приходскому священнику дону Камилло, который присутствует во многих произведениях писателя, а также стал героем ряда художественных фильмов. Из многочисленных работ Джованнино Гуарески следует отметить «Открытие Милана», «Судьба называется Клотильдой», «Муж в колледже», «Подпольный дневник», «Мешанина», «Дон Камилло и его паства» и др.

## Биография
Родился в 1908 году во фракции Фонтанелле, коммуны Роккабьянка, в окрестностях Пармы. Его мать была педагогом в начальной школе; отец торговал велосипедами, швейными машинками, тракторными прицепами, он также участвовал в социалистическом движении.
Во время Второй мировой войны был призван в армию и отправлен на восточный фронт. Дослужился звания офицера артиллерии. После 1943 года попал в немецкий плен и был заключённым немецких лагерей для военнопленных, в частности, в Ченстохове и Беньяминуве.
После войны вернулся в Италию и основал, вместе с Джованни Моска, знаменитый юмористический еженедельник «Candido» (ит.), которым руководил до его закрытия в 1961 году.

### Цикл о доне Камилло и Пеппоне
- Дон Камилло / Don Camillo (1948)
- Дон Камилло и его паства / Don Camillo e il suo gregge (1953)
- Товарищ дон Камилло / Il compagno Don Camillo (1963)
- Письмо дону Камилло / Lettera a Don Camillo (1966)
- Дон Камилло и современная молодёжь / Don Camillo e i giovani d’oggi (опубликовано посмертно, 1969)
- Таковы люди / Gente Così (опубликовано посмертно, 1980)
- Lo Spumarino pallido (опубликовано посмертно, 1981)
- Мы из Боскаччо / Noi del Boscaccio (опубликовано посмертно, 1983)
- Год дона Камилло / L’anno di Don Camillo (опубликовано посмертно, 1986)
- Десятый подпольщик / Il decimo clandestino (опубликовано посмертно, 1987)
- Прощай дон Камилло / Ciao Don Camillo (опубликовано посмертно, 1996)
- Дон Камилло и дон Кики / Don Camillo e Don Chichì (опубликовано посмертно, 1996) — полное издание «Don Camillo e i giovani d’oggi»
- Дон Камилло из Бассы / Don Camillo della Bassa (опубликовано посмертно, 1997) включает «Gente Così» и «Lo Spumarino pallido»
- Маленький буржуазный мирок / Piccolo mondo borghese (опубликовано посмертно, 1998) включает «Il decimo clandestino» и «Noi del Boscaccio»
- Весь дон Камилло / Tutto Don Camillo (опубликовано посмертно, 1998)

### Другие произведения
- Открытие Милана / La scoperta di Milano (1941)
- Судьба зовётся Клотильдой / Il destino si chiama Clotilde (1942)
- Муж в колледже / Il marito in collegio (1944)
- Рождественская сказка / La Favola di Natale (1945)
- Временная Италия / Italia Provvisoria (1947)
- Мешанина / Lo zibaldino (1948)
- Подпольный дневник / Diario Clandestino (1949)
- Семейная корреспонденция / Corrierino delle famiglie (1954)
- Жаркое зловонное лето / La Calda Estate del Pestifero (1967)
- Семейная жизнь / Vita in famiglia (1968)
- Чьи-то наблюдения / Osservazioni di uno qualunque (опубликовано посмертно, 1988)
- Возврат к основе / Ritorno alla base (опубликовано посмертно, 1989)
- Светлый мир 1946—1948 / Mondo Candido 1946—1948 (опубликовано посмертно, 1991)
- Светлый мир 1948—1951 / Mondo Candido 1948—1951 (опубликовано посмертно, 1992)
- О чём мечтает молодая герань? / Chi sogna nuovi gerani? Giovannino Guareschi (опубликовано посмертно, 1993)
- Жизнь с Джио / Vita con Gio' (pubblicato postumo, 1995) включает «Семейную жизнь» и другие рассказы
- Светлый мир 1951—1957 / Mondo Candido 1951—1957 (опубликовано посмертно, 1997)
- Белое и чёрное / Bianco e Nero (опубликовано посмертно, 2001)
- Светлый мир 1953—1958 / Mondo Candido 1953—1958 (опубликовано посмертно, 2003)